# Nicolas II d'Alexandrie
Nicolas II d'Alexandrie est un  patriarche melkite d'Alexandrie  de 1263 à 1276,

## Contexte
Georges Pachymère relève qu'il réside à Constantinople et participe au Synode de 1264 convoqué par l'empereur Michel VIII Paléologue qui destitue le patriarche Arsène Autorianos dont il réprouve l'éviction,